# Praon callaphis
Praon callaphis är en stekelart som beskrevs av Mackauer och Sullivan 1982. Praon callaphis ingår i släktet Praon och familjen bracksteklar. Inga underarter finns listade i Catalogue of Life.